# Harry Young (cyclisme)
Pour les articles homonymes, voir Harry Young et Young.
Harry Young, né le 29 octobre 1882 à Peterborough en Ontario (Canada) et mort le 11 février 1946 à Toronto, est un coureur cycliste sur piste canadien ayant participé à deux compétitions lors des Jeux olympiques de 1908 de Londres.